# Тумед – Лівий стяг
40°43′03″ пн. ш. 111°07′35″ сх. д. / 40.71741° пн. ш. 111.12637° сх. д.
Тумед – Лівий стяг (кит. 土默特左旗, пін. Tŭmòtè Zuŏqí) — один із повітів КНР у складі префектури Хух-Хото, Внутрішня Монголія. Адміністративний центр — містечко Чаcучи.

## Географія
Тумед – Лівий стяг лежить на висоті близько 1050 метрів над рівнем моря на північ від Хуанхе.

### Клімат
Повіт знаходиться у зоні, котра характеризується кліматом помірних степів. Найтепліший місяць — липень із середньою температурою 23,2 °C. Найхолодніший місяць — січень, із середньою температурою -11,1 °С.
| Клімат повіту Тумед – Лівий стяг | Клімат повіту Тумед – Лівий стяг | Клімат повіту Тумед – Лівий стяг | Клімат повіту Тумед – Лівий стяг | Клімат повіту Тумед – Лівий стяг | Клімат повіту Тумед – Лівий стяг | Клімат повіту Тумед – Лівий стяг | Клімат повіту Тумед – Лівий стяг | Клімат повіту Тумед – Лівий стяг | Клімат повіту Тумед – Лівий стяг | Клімат повіту Тумед – Лівий стяг | Клімат повіту Тумед – Лівий стяг | Клімат повіту Тумед – Лівий стяг | Клімат повіту Тумед – Лівий стяг |
| Показник                         | Січ.                             | Лют.                             | Бер.                             | Квіт.                            | Трав.                            | Черв.                            | Лип.                             | Серп.                            | Вер.                             | Жовт.                            | Лист.                            | Груд.                            | Рік                              |
| Середній максимум, °C            | −4,5                             | 0,9                              | 8,1                              | 17,2                             | 23,9                             | 28                               | 29,1                             | 26,9                             | 22,3                             | 15,1                             | 5,1                              | −2,7                             | 14,1                             |
| Середня температура, °C          | −11,1                            | −5,9                             | 1,3                              | 10                               | 17                               | 21,5                             | 23,2                             | 20,9                             | 15,5                             | 8,1                              | −1,3                             | −8,9                             | 7,5                              |
| Середній мінімум, °C             | −16,6                            | −11,7                            | −4,6                             | 2,7                              | 9,5                              | 14,5                             | 17,1                             | 15,1                             | 9,2                              | 2,1                              | −6,3                             | −13,8                            | 1,4                              |
| Норма опадів, мм                 | 2.1                              | 4.2                              | 11.3                             | 12.1                             | 32.2                             | 47.8                             | 94.7                             | 102.9                            | 47.8                             | 20.9                             | 4.6                              | 2.8                              | 383.4                            |
| Вологість повітря, %             | 58                               | 50                               | 44                               | 37                               | 39                               | 47                               | 61                               | 67                               | 62                               | 56                               | 56                               | 58                               | 52.9                             |
| -------------------------------- | -------------------------------- | -------------------------------- | -------------------------------- | -------------------------------- | -------------------------------- | -------------------------------- | -------------------------------- | -------------------------------- | -------------------------------- | -------------------------------- | -------------------------------- | -------------------------------- | -------------------------------- |
| Джерело: data.cma.cn             |                                  |                                  |                                  |                                  |                                  |                                  |                                  |                                  |                                  |                                  |                                  |                                  |                                  |